# ألبرتو دي مارتينو
ألبرتو دي مارتينو (بالإيطالية: Alberto De Martino)‏ (و. 1929 – 2015 م) هو مخرج أفلام، وكاتب سيناريو إيطالي، ولد في روما، توفي في روما، عن عمر يناهز 86 عاماً.

## وصلات خارجية
- ألبرتو دي مارتينو على موقع IMDb (الإنجليزية)
- ألبرتو دي مارتينو على موقع ألو سيني (الفرنسية)
- ألبرتو دي مارتينو على موقع أول موفي (الإنجليزية)
- ألبرتو دي مارتينو على موقع قاعدة بيانات الأفلام السويدية (السويدية)
- ألبرتو دي مارتينو على موقع ديسكوغز (الإنجليزية)
- ألبرتو دي مارتينو على موقع قاعدة بيانات الفيلم (الإنجليزية)
- ألبرتو دي مارتينو على موقع كينوبويسك (الروسية)